# Telfs Patriots 2022
Questa voce raccoglie le informazioni riguardanti i Telfs Patriots nelle competizioni ufficiali della stagione 2022.

## Maschile

### Austrian Football League 2022

#### Stagione regolare
| Telfs 2 aprile 2022, ore 18:00 2ª giornata | Telfs Patriots | 44 – 42 (18-13 6-8 14-7 6-14) referto | Tirol Raiders | Sportzentrum Telfs (1000 spett.) |

| Mödling 9 aprile 2022, ore 16:00 3ª giornata | AFC Rangers Mödling | 20 – 10 (7-0 7-10 6-0 0-0) referto | Telfs Patriots | Stadion Mödling |

| Znojmo 1º maggio 2022, ore 14:00 5ª giornata | Znojmo Knights | 9 – 12 (0-12 0-0 9-0 0-0) referto | Telfs Patriots | Městský stadion |

| Telfs 7 maggio 2022, ore 18:00 6ª giornata | Telfs Patriots | 49 – 42 (14-14 0-7 21-14 14-7) referto | Vienna Vikings | Sportzentrum Telfs |

| Traun 14 maggio 2022, ore 16:00 7ª giornata | Traun Steelsharks | 14 – 24 (0-0 7-14 7-7 0-3) referto | Telfs Patriots | Sportzentrum Traun |

| Telfs 28 maggio 2022, ore 18:00 8ª giornata | Telfs Patriots | 24 – 28 (7-0 10-21 7-7 0-0) referto | Danube Dragons | Sportzentrum Telfs |

| Telfs 4 giugno 2022, ore 18:00 9ª giornata | Telfs Patriots | 27 – 22 (6-6 7-3 0-7 14-6) referto | Graz Giants | Sportzentrum Telfs |

| Praga 19 giugno 2022, ore 15:00 10ª giornata | Prague Black Panthers | 31 – 27 (7-6 17-0 0-13 7-8) referto | Telfs Patriots | Stadion SK Prosek |

| Salisburgo 26 giugno 2022, ore 14:00 11ª giornata | Salzburg Ducks | 32 – 28 (0-7 12-14 7-7 13-0) referto | Telfs Patriots | Max Aicher Stadion |

| Telfs 3 luglio 2022, ore 14:00 12ª giornata | Telfs Patriots | 19 – 14 (7-7 6-7 0-0 6-0) referto | Znojmo Knights | Sportzentrum Telfs (1200 spett.) |

#### Playoff
| Vienna 16 luglio 2022, ore 16:00 Semifinale | Danube Dragons | 31 – 13 (14-0 3-7 7-0 7-13) referto | Telfs Patriots | Sportplatz Donaufeld (500 spett.) |

| Sankt Pölten 30 luglio 2022, ore 15:00 Finale 3º - 4º posto | Prague Black Panthers | 40 – 21 (13-7 13-7 7-7 7-0) referto | Telfs Patriots | NV Arena |

### Statistiche di squadra
| Competizione      | %Vittorie | In casa | In casa | In casa | In casa | In casa | In casa | In trasferta | In trasferta | In trasferta | In trasferta | In trasferta | In trasferta | Totale | Totale | Totale | Totale | Totale | Totale |
| Competizione      | %Vittorie | G       | V       | N       | P       | Pf      | Ps      | G            | V            | N            | P            | Pf           | Ps           | G      | V      | N      | P      | Pf     | Ps     |
| ----------------- | --------- | ------- | ------- | ------- | ------- | ------- | ------- | ------------ | ------------ | ------------ | ------------ | ------------ | ------------ | ------ | ------ | ------ | ------ | ------ | ------ |
| Stagione regolare | .600      | 5       | 4       | 0       | 1       | 163     | 148     | 5            | 2            | 0            | 3            | 101          | 106          | 10     | 6      | 0      | 4      | 264    | 254    |
| Playoff           | .000      | 0       | 0       | 0       | 0       | 0       | 0       | 2            | 0            | 0            | 2            | 34           | 71           | 2      | 0      | 0      | 2      | 34     | 71     |
| Totale            | .500      | 5       | 4       | 0       | 1       | 153     | 148     | 7            | 2            | 0            | 5            | 135          | 177          | 12     | 6      | 0      | 6      | 298    | 325    |

## Statistiche personali

### Marcatori
| Giocatore | Ruolo | TD rush | TD recv | TD int | TD p.ret | TD k.ret | TD oth | Xp1  | Xp2 | FG | Saf | Totale |
| --------- | ----- | ------- | ------- | ------ | -------- | -------- | ------ | ---- | --- | -- | --- | ------ |
| Johnson   |       | 0       | 11+1    | 0      | 0        | 0        | 0      | 0    | 0   | 0  | 0   | 72     |
| Langecker |       | 0       | 10+1    | 0      | 0        | 0        | 0      | 0    | 0   | 0  | 0   | 66     |
| Landström |       | 0       | 7+2     | 0      | 0        | 0        | 0      | 0    | 0   | 0  | 0   | 54     |
| Fugger    |       | 0       | 0       | 0      | 0        | 0        | 0      | 20+4 | 0   | 3  | 0   | 33     |
| Ellis     |       | 3       | 0       | 0      | 0        | 0        | 0      | 0    | 0   | 0  | 0   | 18     |
| Berchtold |       | 0       | 2       | 0      | 0        | 0        | 0      | 0    | 1   | 0  | 0   | 14     |
| Dyrendahl |       | 2       | 0       | 0      | 0        | 0        | 0      | 0    | 0   | 0  | 0   | 12     |
| Kreuzer   |       | 1       | 1       | 0      | 0        | 0        | 0      | 0    | 0   | 0  | 0   | 12     |
| Scherer   |       | 0       | 0+1     | 0      | 0        | 0        | 0      | 0    | 0   | 0  | 0   | 6      |
| Soraperra |       | 0       | 1       | 0      | 0        | 0        | 0      | 0    | 0   | 0  | 0   | 6      |
| Ladner    |       | 0       | 0       | 0      | 0        | 0        | 0      | 3    | 0   | 0  | 0   | 3      |
| Schäffner |       | 0       | 0       | 0      | 0        | 0        | 0      | 2    | 0   | 0  | 0   | 2      |

### Passer rating
| Giocatore | G    | Att    | Comp   | Int | Yds      | TD   | NFL    | NCAA   |
| --------- | ---- | ------ | ------ | --- | -------- | ---- | ------ | ------ |
| Ellis     | 10+2 | 287+66 | 165+43 | 4+0 | 2578+521 | 31+5 | 117,04 | 164,06 |
| Johnson   | 2+0  | 2+0    | 2+0    | 0+0 | 98+0     | 0+0  |        |        |
| Ladner    | 0+1  | 0+1    | 0+0    | 0+0 | 0+0      | 0+0  |        |        |

## Femminile

### AFL - Division Ladies 2022

#### Stagione regolare
| Telfs 18 settembre 2022, ore 15:00 CEST 2ª giornata | Telfs Patriots Ladies | 36 – 7 referto | Salzburg Ducks Ladies | Sportzentrum Telfs |

| Vienna 24 settembre 2022, ore 15:00 CEST 3ª giornata | Vienna Vikings Ladies | 34 – 6 (8-0 12-0 6-6 8-0) referto | Telfs Patriots Ladies | Footballzentrum Ravelinstraße |

| Salisburgo 8 ottobre 2022, ore 15:00 CET 4ª giornata | Salzburg Ducks Ladies | 40 – 14 (14-0 0-8 18-0 8-6) referto | Telfs Patriots Ladies | Ducks Pond |

| Telfs 30 ottobre 2022, ore 15:00 CEST 6ª giornata | Telfs Patriots Ladies | 20 – 42 referto | Vienna Vikings Ladies | Sportzentrum Telfs |

#### Playoff
| Telfs 12 novembre 2022, ore 15:00 CET Ladies Bowl | Vienna Vikings Ladies | 48 – 0 (6-0 22-0 6-0 14-0) referto | Telfs Patriots Ladies | Sportzentrum Telfs |

### Statistiche di squadra
| Competizione      | %Vittorie | In casa | In casa | In casa | In casa | In casa | In casa | In trasferta | In trasferta | In trasferta | In trasferta | In trasferta | In trasferta | Totale | Totale | Totale | Totale | Totale | Totale |
| Competizione      | %Vittorie | G       | V       | N       | P       | Pf      | Ps      | G            | V            | N            | P            | Pf           | Ps           | G      | V      | N      | P      | Pf     | Ps     |
| ----------------- | --------- | ------- | ------- | ------- | ------- | ------- | ------- | ------------ | ------------ | ------------ | ------------ | ------------ | ------------ | ------ | ------ | ------ | ------ | ------ | ------ |
| Stagione regolare | .250      | 2       | 1       | 0       | 1       | 56      | 49      | 2            | 0            | 0            | 2            | 20           | 74           | 4      | 1      | 0      | 3      | 76     | 123    |
| Playoff           | .000      | 0       | 0       | 0       | 0       | 0       | 0       | 1            | 0            | 0            | 1            | 0            | 48           | 1      | 0      | 0      | 1      | 0      | 48     |
| Totale            | .200      | 2       | 1       | 0       | 1       | 56      | 49      | 3            | 0            | 0            | 3            | 20           | 122          | 5      | 1      | 0      | 4      | 76     | 171    |